# Cime du Mercantour
La cime du Mercantour est un sommet frontalier secondaire situé dans la chaîne des Alpes, dans le massif du Mercantour-Argentera, entre les Alpes-Maritimes (France) et le Piémont (Italie), en amont de la vallée de la Vésubie.
Des hauteurs de Saint-Martin-Vésubie, la cime du Mercantour se trouve dans l'axe du mont Argentera, point culminant du massif du Mercantour-Argentera. Des cartographes l'auraient autrefois confondu avec ce dernier. Elle passe ainsi pour des années comme point culminant et donne son nom au massif, à la réserve nationale de chasse en 1953, puis au parc national en 1979. La cime du Mercantour occupe néanmoins une position centrale dans le massif.
La voie normale, par le versant sud, part du Boréon (un affluent de la Vésubie) ; elle consiste à se diriger vers le col de Cerise, à bifurquer vers le lac du Mercantour et à remonter les pentes herbeuses vers le sommet. Le panorama vers la vallée italienne et ses sommets est d'intérêt.

## Toponymie
L'origine du nom Mercantour reste obscure selon différents auteurs,. La première utilisation du nom est cependant attestée à la fin du XVIIe siècle,.
Selon Frédéric Mistral, le nom Mercantour provient de l'ancien provençal Mercantorn. Mistral précise qu'il se compose des mots merca/marca (« marquer, indiquer, signaler ») et entorn (« entour, environ, circuit, entourage, ce qui entoure, autour de »).
André Compan rattache le nom à la racine germanique marke (dont le sens est « signe » ou » limite ») et à ses dérivés merca/marca en provençal et marcada en occitan, dont le sens est « délimitation » ou « borne frontière ».
Le linguiste Jacques Lacroix propose plutôt une origine celtique pour le nom de la cime, via un composé gaulois « Maro-canto », dont le sens signifie la « Grande Frontière » ou la « Grande Limite » (celtique « mãros » : « grand » + thème « canto » : « bord », et par extension « limite », « frontière »). On était jadis à l'extrémité sud-est de la Gaule,. 
Selon une autre hypothèse, le nom dérive du provençal màu contour, c'est-à-dire « mauvais contour », bien que cette hypothèse soit peu étayée.
Les populations de ce territoire nommant les lieux lou Marcantouà, la mémoire populaire locale tend à rattacher ce nom à la contraction des prénoms du général romain Marc Antoine, probablement par remotivation sémantique,.
Enfin, il existe l'hypothèse d'un croisement entre l'italien mercante (« marchand ») et le provençal mercador, de sens similaire, les cols du massif ayant été fréquentés pour le commerce durant des siècles.